# Alpi Pusteresi
Le Alpi Pusteresi (dette anche Alpi del Defereggen - Deferegger Alpen in tedesco) sono una sottosezione delle Alpi dei Tauri occidentali. Si trovano in Italia (Regione Trentino-Alto Adige) ed Austria (Tirolo). Prendono il nome dalla Val Pusteria intorno alla quale si ergono. La vetta più alta è il monte Collalto che raggiunge i 3.436 m s.l.m.. Parte delle Alpi Pusteresi sono comprese nel Parco naturale Vedrette di Ries-Aurina.

## Classificazione

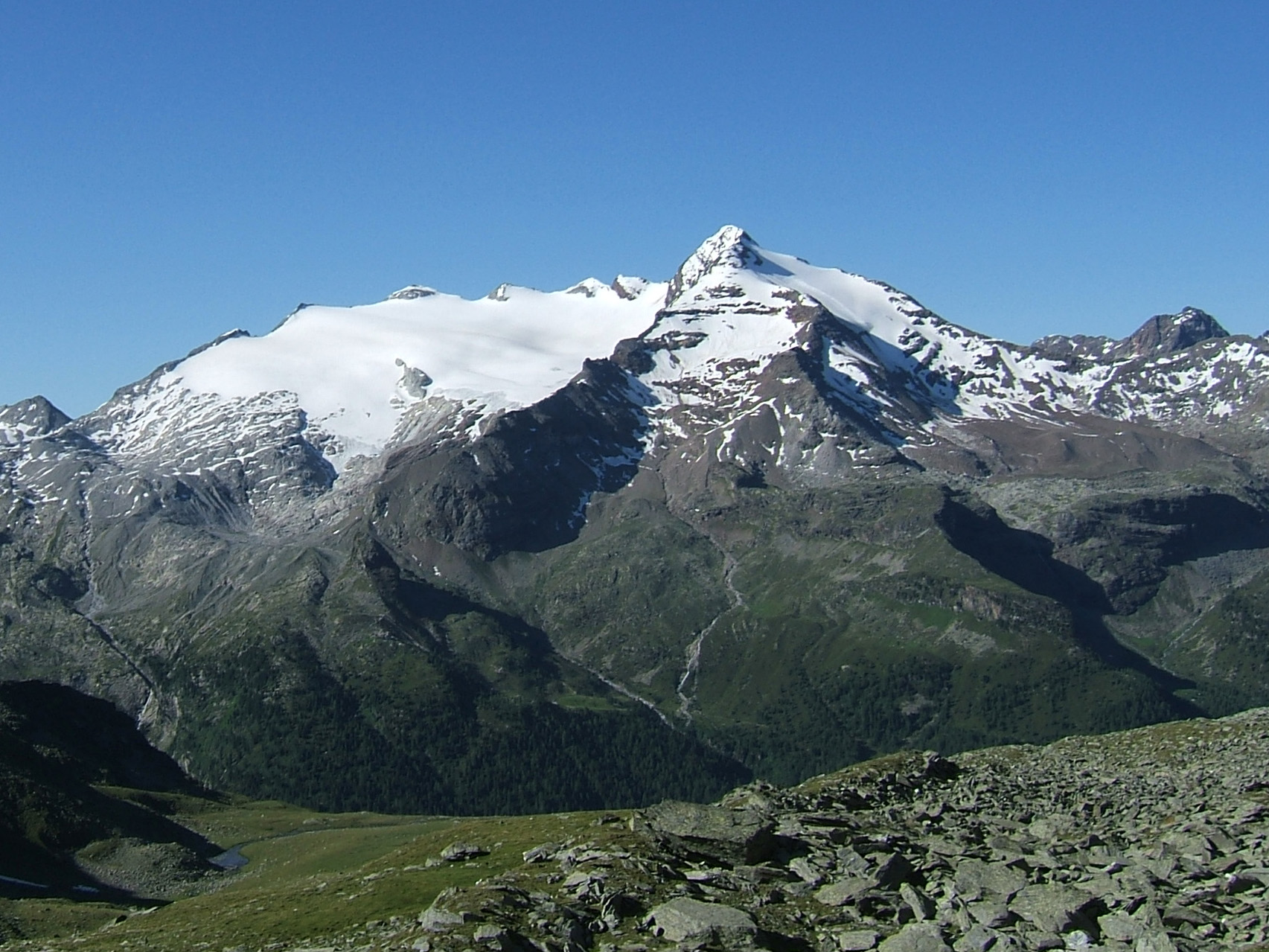
Monte Nevoso

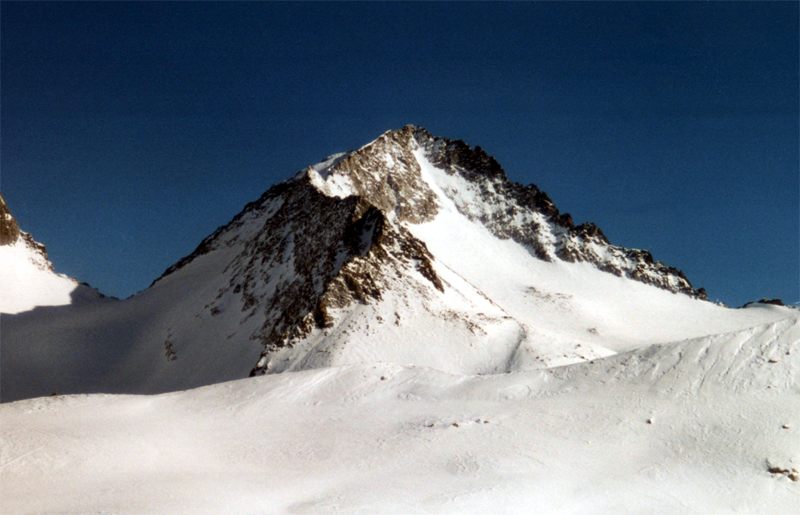
Monte Collaspro

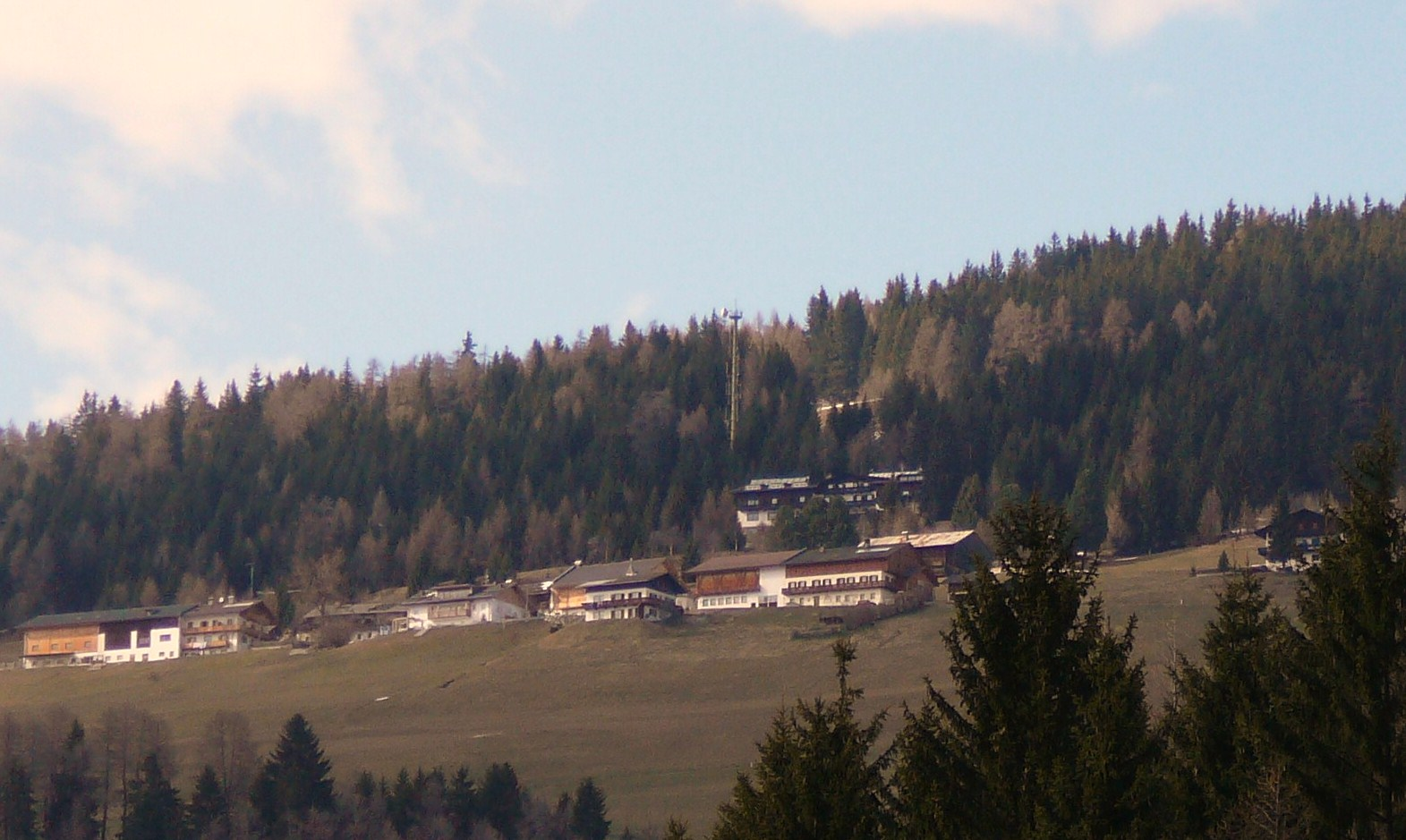
Monte Rota

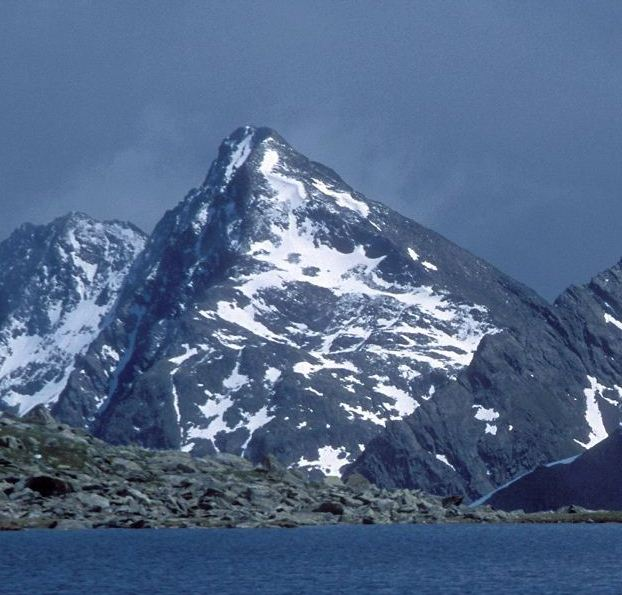
Weiße Spitze

Secondo la SOIUSA sono una sottosezione delle Alpi dei Tauri occidentali ed hanno come codice il seguente: II/A-17.III. Secondo la Partizione delle Alpi, le Alpi Pusteresi appartengono alla sezione delle Alpi Noriche. Secondo la suddivisione didattica tradizionale, le Alpi Pusteresi sono invece un gruppo delle Alpi Atesine.
La classificazione tedesca dell'AVE separa la Catena delle Vedrette di Ries (Rieserfernergruppe) dai Monti del Villgraten (Villgratner Berge) ed attribuisce rispettivamente i numeri 37 e 38 per un totale di 75 nelle Alpi Orientali.

## Delimitazione
Confinano:
- a nord e a nord-est con gli Alti Tauri (nella stessa sezione alpina) e separate dal passo Gola;
- a sud-est con le Alpi della Gail e le Alpi Carniche (nelle Alpi Carniche e della Gail) e separate dalla Val Pusteria;
- a sud-ovest con le Dolomiti di Sesto, di Braies e d'Ampezzo (nelle Dolomiti) e separate dalla Sella di Dobbiaco e dalla Val Pusteria;
- a ovest con le Alpi della Zillertal (nella stessa sezione alpina) e separate dalla Val di Tures.

## Suddivisione
Si suddividono, in accordo con la SOIUSA, in due supergruppi e tre gruppi (tra parentesi i codici SOIUSA dei supergruppi, gruppi e sottogruppi):
- Catena delle Vedrette di Ries (A)
  - Gruppo delle Vedrette di Ries (A.1)
    - Costiera del Sasso Lungo di Collalto (A.1.a)
    - Costiera delle Vedrette di Ries (A.1.b)
    - Costiera del Monte Nevoso (A.1.c)
    - Costiera del Sagernock (A.1.d)
    - Costiera del Montone (A.1.e)
    - Costiera del Montassilone (A.1.f)
- Monti del Villgraten (B)
  - Monti di Casies (B.2)
    - Costiera Corno Fana-Croda Rossa (B.2.a)
    - Catena di Campo Bove (B.2.b)
    - Catena Campo Planca-Corno di Fana (B.2.c)

  - Monti della Winkeltal (B.3)
    - Catena Weiße Spitze-Hochgrobe (B.3.a)
    - Catena del Regenstein (B.3.b)

## Vette principali
- Monte Collalto (Hochgall) - 3.436 m
- Monte Nevoso (Schneebiger Nock) - 3.358 m
- Monte Collaspro (Wildgall) - 3.273 m
- Sassolungo di Collalto (Lenkstein) - 3.236 m
- Weiße Spitze - 2.962 m

## Rifugi
- Rifugio Vedrette di Ries - 2.792 m
- Rifugio Roma alle Vedrette di Ries - 2.276 m